# Thurning (Norfolk)
Thurning is een civil parish in het bestuurlijke gebied North Norfolk, in het Engelse graafschap Norfolk met 43 inwoners.